# 뉴캐슬 유나이티드 제츠 FC
뉴캐슬 유나이티드 제츠 FC(Newcastle United Jets FC)는 A리그에 소속된 오스트레일리아의 프로축구단이다. 연고지는 뉴사우스웨일스주의 시드니의 북쪽에 있는 해안도시인 뉴캐슬로 현재 오스트레일리아의 1부 리그인 A-리그에 참가하고 있다. 뉴캐슬 유나이티드 제츠는 2007-08시즌을 정규리그 2위로 마치고 최종시리즈 결승에 진출하여 센트럴코스트 매리너스를 1 대 0으로 물리치고 A리그 챔피언이 되었다. 이로 인해 뉴캐슬 제츠는 AFC 챔피언스리그 2009에 참가한다.

## 역사
뉴캐슬 유나이티드 제츠는 2000년에 뉴캐슬 유나이티드라는 이름으로 창단하여 그 해 내셔널 사커 리그 (NSL)에 참가하였다. 뉴캐슬 제츠는 2004년에 내셔널 사커 리그가 폐지되고, 새롭게 생겨난 A리그에 참가하고 있는 이전 NSL 클럽 세 팀 가운데 하나이다.
2005-06 시즌에 A리그가 새롭게 시작되면서 잉글랜드의 축구 클럽인 뉴캐슬 유나이티드와의 혼동을 피하기 위해 클럽 명칭을 현재의 이름으로 변경하였다. "제츠"(Jets)라는 이름은 뉴캐슬 북부에 위치한 민간 공항이자 군사 시설의 특성에 착안하여 지어졌다.
첫 시즌엔 리그 4위를 기록하며 최종 시리즈에 진출했으나 우승하지 못하였고, 다음 시즌엔 3위, 그리고 2007-08시즌에 리그 2위를 하며 최종시리즈에 진출하여 센트럴코스트에 1-0 승리를 거두어 우승을 차지하는 영광을 얻었다. 리그 우승으로 2009 ACL에 참가하여 16강까지 진출하였으나 포항 스틸러스에 패하여 16강에서 탈락하였다.
2012년 4월 10일 구단 성명서를 통해 자금난으로 인해 A리그에서 탈퇴한다고 선언하였다. 이에 호주축구협회는 뉴캐슬 제츠와 A리그의 계약은 2020년까지 유효하다고 주장하며 뉴캐슬의 탈퇴 선언을 거부하겠다는 입장을 전하였다.

## 우승 기록

### 국내 대회

#### 리그
- A리그 챔피언십

● 우승 (1): 2008
- A리그 프리미어십

● 준우승 (1): 2007-08

## 연도별 성적
| 시즌    | 팀 수 | 프리시즌컵 | 프리미어십 순위 | 최종 진출 | 최종 순위 | ACL 출전권         | ACL 성적  |
| ------- | ----- | ---------- | --------------- | --------- | --------- | ------------------ | --------- |
| 2005-06 | 8     | 공동7위    | 4위             | 진출      | 4위       | 획득 실패          | -         |
| 2006-07 | 8     | 4위        | 3위             | 진출      | 3위       | 획득 실패          | 진출 못함 |
| 2007-08 | 8     | 5위        | 2위             | 진출      | 챔피언    | 2009년 대회에 진출 | 진출 못함 |
| 2008-09 | 8     | 공동5위    | 8위             | 진출 못함 | 8위       | 획득 실패          | 16강      |
| 2009-10 | 10    |            | 6위             | 진출 못함 | 6위       | 획득 실패          | 진출 못함 |

## 선수 명단

### 현역
참고: FIFA 자격 규정에 따라 소속된 국가대표팀 국기를 표시합니다. 선수는 복수의 FIFA 비회원국 국적을 가지고 있을 수 있습니다.
| 번호 | 포지션 | 국적 | 이름          |
| ---- | ------ | ---- | ------------- |
| 18   | MF     |      | 미즈누마 고타 |

| 번호 | 포지션 | 국적     | 이름      |
| ---- | ------ | -------- | --------- |
| -    | DF     | 아일랜드 | 조 쇼네시 |

## 역대 감독
| 감독          | 임기   |
| ------------- | ------ |
| 로버트 스탠턴 | 2023 ~ |